# 波季爾 (斯里布涅區)
50°38′22″N 32°54′55″E / 50.63944°N 32.91528°E
波季爾（烏克蘭語：Поділ），是烏克蘭北部的村莊，隸屬切爾尼希夫州的普里盧基區。該村始建於1666年，面積2.99平方公里，海拔高度118米，2001年人口802，人口密度每平方公里268.5人。